# Línea 66 (AMDET)
La línea 66  fue el servicio de ómnibus urbano ofrecido por el ente público de transporte de Montevideo la cual unía la Aduana con Sayago.

## Historia
El servicio fue inaugurado el 6 de diciembre de 1955 por la Administración Municipal de Transporte. Dicha línea operó hasta el 1 de febrero de 1976. Siendo la última línea de dicho ente en dejar de prestar servicio. Fue adquirida por la cooperativa Unión Cooperativa Obrera del Transporte quien decidió modificar su denominación, convirtiéndose en la línea 366.

## Recorrido original
Partía desde la terminal ubicada al costado del ex-edificio del antiguo Club NEPTUNO (calle Ing.Monteverde y Rambla 25 de Agosto de 1825) hacia el barrio de Sayago.
| - Aduana - Colón - Buenos Aires - Florida - San José - Ibicuy (Actual Héctor Gutiérrez Ruiz) - Plaza de Cagancha - Avenida Rondeau - Avenida Agraciada (hoy Libertador Lavalleja) - Avenida de las Leyes - Avenida Agraciada - Avenida San Martín - Guadalupe - Avenida Millán - Avenida Sayago - Ariel - Ignacio Rivas - Pedro Boggini - 28 de Febrero - Sayago - Sayago - 28 de febrero - Ariel - Avenida Sayago - Avenida Millán - Guadalupe - Avenida San Martín - Avenida Agraciada - Avenida de las Leyes - Avenida Agraciada (hoy Libertador Lavalleja) - Paraguay - Soríano - Reconquista - Ituzaingó - Sarandí - Pérez Castellano - Piedras - Ing. Monteverde hasta Rambla Franklin D. Roosevelt (Actual Rambla 25 de agosto de 1825) - Aduana |